# Robert Grondelaers
Robert Grondelaers (ur. 28 lutego 1933 w Opglabbeek, zm. 22 sierpnia 1989 tamże) – belgijski kolarz szosowy, dwukrotny medalista olimpijski.

## Kariera
Największe sukcesy w karierze Robert Grondelaers osiągnął w 1952 roku kiedy zdobył dwa medale na igrzyskach olimpijskich w Helsinkach. Wspólnie z André Noyelle’em i Lucienem Victorem zdobył złoto w drużynowym wyścigu ze startu wspólnego. Ponadto w rywalizacji indywidualnej zajął drugie miejsce, ulegając jedynie Noyelle’owi, a bezpośrednio wyprzedzając Niemca Ediego Zieglera. Ponadto w 1951 roku zwyciężył w klasyfikacji generalnej Tour de la Province de Namur. W latach 1954–1962 rywalizował wśród profesjonalistów. Nigdy nie zdobył medalu na szosowych mistrzostwach świata.